# Temor de Déu
"El temor de Déu" no és "la por de Déu" i si "el temor de Déu és el principi de la saviesa" deixa molt clar que es refereix al poder de l'home de "desitjar" el coneixement diví del bé i del mal (pecat primigeni).
Al judaisme i al cristianisme, el temor de Déu és un dels dons de l'Esperit Sant, el qual inspira la reverència de Déu i el temor d'ofendre'l, i s'aparta del mal al creient, movent-lo al bé. És el do que ens salva de l'orgull sabent que ho devem tota a la misericòrdia divina. Pel temor de Déu s'arriba al sublim do de la saviesa.
La por pot ser saludable, hi ha un temor propi i un altre impropi. La por pot fer que la persona sigui procedent amb la deguda cautela davant del perill i d'aquesta manera eviti la calamitat, o pot ser mòrbid i acabar amb l'esperança, el que debilita la resistència emocional i pot arribar a l'extrem d'ocasionar la mort. El temor de Déu és saludable, consisteix en un sentiment de profunda reverència cap al Creador, i és un temor sa de desagradar per l'estima que té al seu amor lleial i bondat, i degut també al reconeixement que és el jutge Suprem i el Totpoderós, Aquell que pot castigar o destruir els que el desobeeixen.
Es descriuen dues classes de temor de Déu: la por filial i el servil. El temor de Déu filial és aquell pel qual es detesta el pecat o s'aparta d'ell, no per les penes amb què són castigats els pecadors, sinó perquè allò és una ofensa a Déu, una cosa que li desagrada a Ell. D'altra banda, la por servil és el que evita el pecat per la pena que comporta. És a dir, com diu Sant Basili, "hi ha tres estats en què es pot agradar a Déu. O bé fem el que agrada a Déu per por del càstig i llavors estem en la condició d'esclaus, o bé buscant l'avantatge d'un salari complim les ordres rebudes en vista del nostre propi profit, ens assemblem així als mercenaris, o finalment, fem el bé pel bé mateix i estem així en la condició de fills".
D'altra banda, l'Eclesiàstic precisa què s'entén per temor del Senyor. No es tracta d'un sentiment que atordeix i atabala, que provoca rigidesa mental o petitesa d'esperit, anul·lant la voluntat. El temor del Senyor neix més aviat de la mirada clara que porta a descobrir que només el Senyor és digne del servei de l'home, les seves paraules, les úniques a les quals es pot fer cas, els seus camins, els únics que val la pena seguir; seva llei, l'única que mereix submissió. Alhora, el Senyor és l'únic davant el qual pot humiliar l'home. Ell és l'únic Senyor veritable, com, d'acord amb el judaisme i al cristianisme, ho ha demostrat amb la seva inalterable i contínua fidelitat a la confiança que els homes han posat en Ell Només d'Ell, i de ningú més, es pot dir que «és compassiu i benigne, perdona el pecat i salva del perill», però, segons la fe catòlica, el temor del Senyor és l'únic camí pel qual l'home arriba a ser lliure i a alliberar del tot.
El temor de Déu, bíblicament:
- El temor de Déu porta confiança i seguretat als que caminen en integritat (Proverbis 14:26-27)
- El temor de Déu és avorrir el mal (Proverbis 08:13)
- El temor de Déu és saviesa (Job 28:28, Proverbis 1:7, 09:10)

El temor de Déu és una actitud de reverència i respecte cap a Déu, que passa progressivament per les següents etapes:
- Una consciència que Déu és l'amo de les nostres ànimes, i té el poder d'atorgar la salvació eterna o condemnar a la destrucció. Encara que la motivació que genera aquest temor és completament egoista, és preferible a no tenir cap temor de Déu.
- Una consciència que Déu està permanentment mirant tot el que pensem, diem i fem, i que Ell té el poder per premiar o castigar d'acord amb la nostra conducta, la qual cosa ens hauria de motivar a ser curosos i a apartar-nos del mal.
- Un desig conscient i permanent d'agradar a Déu en tot el que fem i no ofendre la seva santedat.
- Un reconeixement humil que Ell és Déu i nosaltres som les seves criatures, i per tant, ell és digne de ser temut i reverenciat.